# Аладжа имарет чешма
Аладжа имарет чешма (на гръцки: Κρήνη του Αλατζά Ιμαρέτ) е историческа османска чешма в македонския град Солун, Гърция.
Чешмата е разположена пред Аладжа Имарет джамия, между улица „Касандрос“ и площад „Димитрия“. Чешмата е в руини.